# Megacyllene horioni
Megacyllene horioni là một loài bọ cánh cứng trong họ Cerambycidae.